# Visconde de Ephrussi
Visconde de Ephrussi é um título nobiliárquico criado por D. Luís I de Portugal, por Decreto de 24 de Julho de 1885, em favor de Michel Ephrussi, depois 1.° Conde de Ephrussi.
Titulares
1. Michel Ephrussi, 1.° Visconde e 1.° Conde de Ephrussi.